# Lukugafloden
Lukugafloden (Swahili: Mto Lukuga) er en biflod til Lualabafloden i Den Demokratiske Republik Congo (DRC), der afvander Tanganyikasøen. Det er usædvanligt, fordi dens strøm varierer ikke kun sæsonmæssigt, men også på grund af længerevarende klimaudsving.

## Beliggenhed
Lukuga løber langs den nordlige kant af Katangaplateauet. Floden forlader Tanganyika-søen ved Kalemie og løber gennem en slugt i højlandet mod vest gennem Tanganyika-provinsen for at løbe ud i Lualaba mellem Kabalo og Kongolo. Typisk tegner floden sig for 18% af vandtabet fra søen, mens resten skyldes fordampning. Lukuga er stærkt mineraliseret, med magnesium og kalium mere udbredt end calcium og natrium, og  er forårsaget af Albertine Rifts hydrotermiske input, som det også ses ved udløbene af Kivusøen og Edwardsøen.
Det anses sandsynligt, at det nuværende hydrologiske system blev etableret for ganske nylig, da de stadig aktive Virunga-vulkaner brød ud og blokerede den nordlige strøm af vand fra Kivu-søen til  Edwardsøen, hvilket  fik den til at løbe sydpå   gennem Ruziziflode til Tanganyikasøen. Inden da havde Tanganyikasøen ikke haft andet udløb end fordampning.
Lukuga er af stor interesse for hydrologer, da mængden af vand, den fører fra søen, varierer betydeligt med årstiderne. Vandgennemstrømningen er størst i maj og mindst i november, svarende til sæsonudsving i søniveauet. Floden er meget følsom over for længerevarende klimavariationer, såsom den Neolithic Subpluvial omkring 4000 f.Kr. Siden 1965 har udstrømningen haft en tendens til at stige, selvom den samlede udstrømning af Congofloden har været faldende.
Lukuga er dannet relativt for nylig, hvilket giver en rute, hvorigennem akvatiske arter i Congobassinet kunne kolonisere Tanganyikasøen. Floden er hjemsted for flodheste og krokodiller. Der er lavkvalitets kulforekomster langs flodens bifloder nord for Kalemie og Moluba.

## Europæiske kontakter
Omkring 1871 opdagede David Livingstone sænkningen i bakkerne, som "Logumba" passerede igennem, og foreslog, at floden kunne være et udløb af Tanganyikasøen, og at der kunne være andre udløb længere mod nord. Verney Lovett Cameron nåede floden,  hvor den forlod søen i maj 1874, på sin rejse gennem Afrika fra øst til vest. Han bekræftede, at det var Tanganyikasøens eneste udløb, men kunne ikke få en guide til at ledsage ham ned ad floden for at bekræfte, at den flød ind i Lualaba. I 1876 besøgte Henry Morton Stanley søen. Da han ankom, var søniveauet lavt, og han beskrev Lukuga som ikke mere end en stor å, der strækker sig vestpå et stort stykke. Han var dog enig i, at når søens niveau steg, ville Lukugaen kunne fungere som et udløb.
I 1879 kom Joseph Thomson til Kasenge fra Pambete og rejste gennem et meget barsk land. Han beskrev Lukuga som en stor og hurtigt strømmende flod. Han fulgte flodens løb i nogle dage, til fjendtlige indbyggere i området standsede hans videre udforskning.  Hermann von Wissmann nåede floden i 1882 fandt han ud af, at floden var et hurtigt og bredt udløb, og  at søniveauet var 4,8 meter under det højeste vandmærke.

## I dag
I 2008 var Lukuga stærkt forurenet på det sted, hvor den løb ind i Lualaba. I december 2010 blev den kendte sydafrikanske kajakroer og opdagelsesrejsende Hendrik Coetzee trukket ud af sin kajak på Lukuga og dræbt af en krokodille.